# جگجیت سینگ
جگجیت سینگ (۸ فوریه ۱۹۴۱–۱۰ اکتبر ۲۰۱۱) خواننده‌ای موسیقی غزل اهل هند بود. او به عنوان «شاه غزل» شناخته شده است. جگجیت سینگ در گانگانگر، ایالت راجستان کشور هند در خانوادهٔ سیک پنجابی متولد شد. او پس از سکته مغزی در ۱۰ اکتبر ۲۰۱۱میلادی در مومبای هندوستان درگذشت.